# Hartmut Derendorf
Hartmut Derendorf (Dortmund, 6 de agosto de 1953 - Florida, 23 de noviembre de 2020) fue un farmacéutico y farmacólogo clínico germano-estadounidense, un distinguido profesor emérito de farmacia en la Universidad de Florida. Una figura significativa en su campo, Derendorf publicó más de 20 artículos cada uno con más de 100 citas.

## Primeros años
Derendorf nació el 6 de agosto de 1953 en Dortmund, Alemania. Obtuvo su licenciatura en 1976 y su doctorado de la Universidad de Münster en 1979.

## Premios y reconocimientos
Derendorf se desempeñó como presidente de ACCP (Colegio Americano de Farmacología Clínica) entre 2006/08 y presidente de ISAP (Sociedad Internacional de Farmacología Antiinfecciosa) entre 2004/06. Ganó el premio McKeen-Cattell a la mejor publicación en J. Clin. Farmacología (1994) y Premio de la Facultad de la Universidad de Utrecht (2005). 
En 2003, recibió el Premio al Servicio Distinguido Nathaniel T. Kwit de la ACCP y el Premio al Logro en Investigación en Ciencias Clínicas de la Asociación Americana de Ciencias Farmacéuticas (AAPS). Fue miembro de AAPS y ACCP, así como exmiembro del panel de revisión del Programa de Investigación Humana de la NASA. En 2010, recibió el Premio Volwiler de la Asociación Estadounidense de Facultades de Farmacia (AACP), así como el Premio al Investigador Distinguido de la ACCP, los premios de investigación más importantes de ambas organizaciones.
En 2013, recibió el Primer Premio al Liderazgo de la Sociedad Internacional de Farmacometría (ISOP). En 2015 recibió la Medalla al Mérito de la Cámara de Farmacia de Westfalia así como el Premio ACCP Mentorship. En 2018 recibió el premio Mentor de la Sociedad Estadounidense de Farmacología Clínica y Terapéutica (ASCPT). También se desempeñó como Profesor Exalumno Distinguido de la 18° Universidad de Florida. Además, fue galardonado con numerosos premios docentes, como el premio UF Teaching Improvement Award, el HHMI Distinguished Mentorship Award, la UF Research Foundation Professorship, la CVS Pharmacy Endowed Professorship, el International Educator of the Year Award y el UF Doctoral Advisor/Mentoring Award (2009 y 2018).

## Publicaciones
Derendorf publicó más de 470 publicaciones científicas con un índice h (Scopus) de 56 y realizó más de 850 presentaciones en reuniones nacionales e internacionales. Publicó diez libros de texto en inglés y alemán. Fue editor asociado de The Journal of Clinical Pharmacology, International Journal of Clinical Pharmacology & Therapeutics, International Journal of Antimicrobial Agents y Die Pharmazie, y formó parte del consejo editorial de varias otras revistas. Sus intereses de investigación incluyeron la farmacocinética y la farmacodinamia de los corticosteroides, analgésicos, antibióticos, así como interacciones farmacológicas.

## Vida personal
Derendorf falleció inesperadamente el 23 de noviembre de 2020 mientras disfrutaba de su jubilación en los Estados Unidos.